# Lista rezervațiilor naturale din județul Tulcea

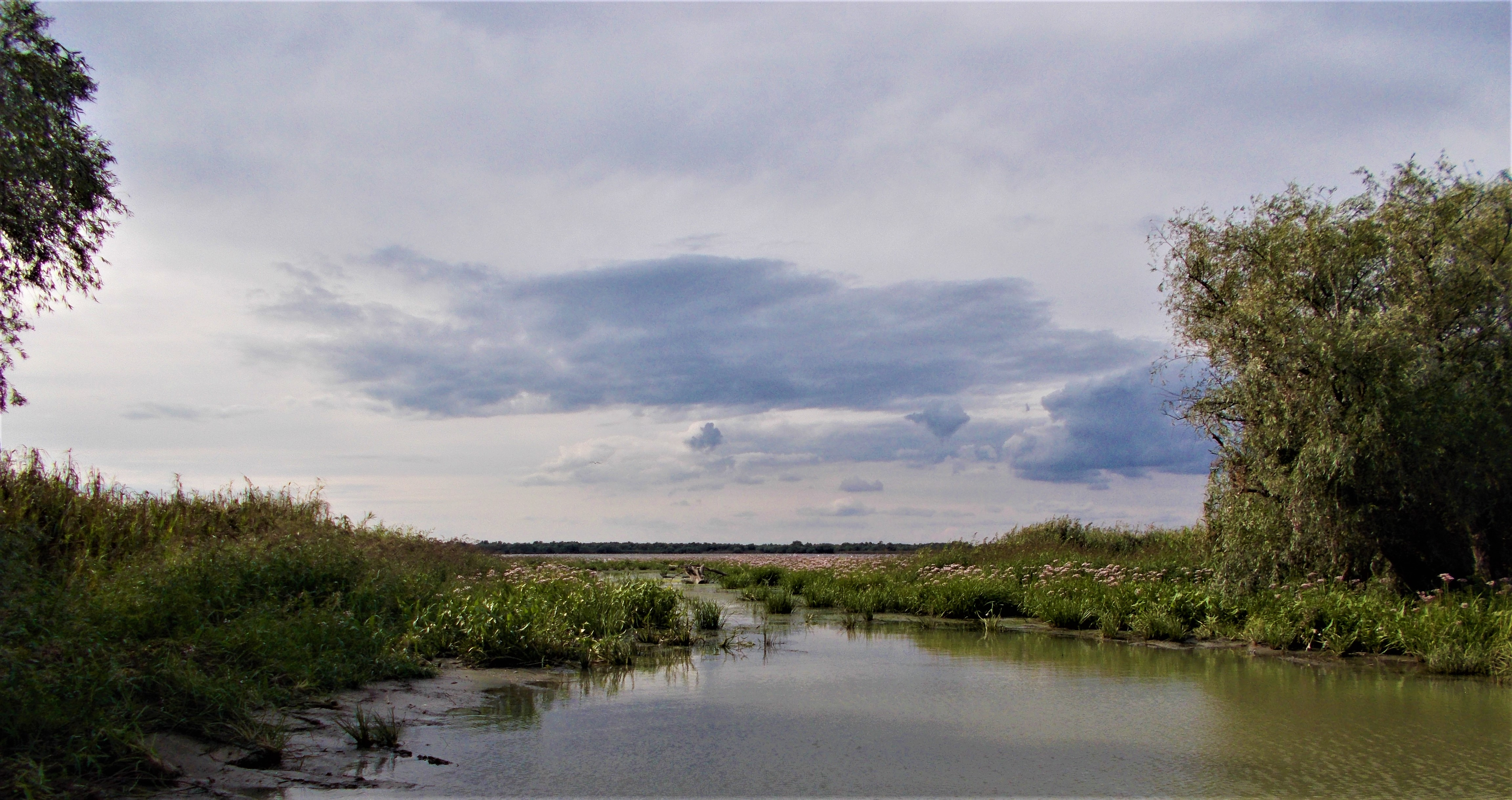
Lacul Nebunu, rezervație naturală strictă

Lista rezervațiilor naturale din județul Tulcea cuprinde ariile protejate de interes național (rezervații naturale), aflate pe teritoriul administrativ al județului Tulcea, declarate prin Legea Nr. 5 din 6 martie 2000 (privind aprobarea Planului de amenajare a teritoriului național - Secțiunea a III-a - arii protejate).

## Lista ariilor protejate
| Denumirea ariei protejate              | Cod       | Localizare           | Categorie IUCN | Tip                     | Suprafață (ha) | Observații (foto)                       |
| -------------------------------------- | --------- | -------------------- | -------------- | ----------------------- | -------------- | --------------------------------------- |
| Arinișul Erenciuc                      | RONPA0773 | Sfântu Gheorghe      | IV             | avifaunistic            | 50             |                                         |
| Beidaud                                | RONPA0903 | Beidaud, Stejaru     | IV             | mixt                    | 1.121          |                                         |
| Carasan - Teke                         | RONPA0912 | Nalbant, Izvoarele   | IV             | mixt                    | 244            |                                         |
| Capul Doloșman                         | RONPA0777 | Jurilovca            | IV             | avifaunistic            | 125            | Capul Doloșman, Cetatea Orgame- Argamum |
| Casimcea                               | RONPA0916 | Casimcea             | IV             | mixt                    | 137            |                                         |
| Chervant - Priopcea                    | RONPA0906 | Cerna                | IV             | mixt                    | 568            |                                         |
| Călugăru - Iancina                     | RONPA0907 | Jurilovca            | IV             | mixt                    | 130            |                                         |
| Colțanii Mari                          | RONPA0917 | Casimcea             | IV             | mixt                    | 53             |                                         |
| Complexul "Sacalin Zătoane"            | RONPA0775 | Sfântu Gheorghe      | IV             | avifaunistic            | 21.410         |                                         |
| Complexul "Periteașca - Leahova"       | RONPA0776 | Jurilovca, Murighiol | IV             | avifaunistic            | 4.125          |                                         |
| Complexul "Vătafu - Lunghuleț"         | RONPA0771 | Sulina               | IV             | avifaunistic            | 1.625          |                                         |
| Dealul Deniz Tepe                      | RONPA0921 | Mihail Kogălniceanu  | IV             | mixt                    | 305            |                                         |
| Dealul Ghiunghiurmez                   | RONPA0905 | Dorobanțu            | IV             | mixt                    | 1.421          | HG 2151/2004                            |
| Dealul Mândrești                       | RONPA0922 | Niculițel            | IV             | mixt                    | 5              |                                         |
| Dealul Sarica                          | RONPA0909 | Frecăței, Niculițel  | IV             | mixt                    | 100,1          |                                         |
| Dealurile Beștepe                      | RONPA0910 | Beștepe, Mahmudia    | IV             | mixt                    | 415            |                                         |
| Edirlen                                | RONPA0915 | Frecăței, Izvoarele  | IV             | mixt                    | 22,5           |                                         |
| Enisala                                | RONPA0911 | Sarichioi            | IV             | mixt                    | 57             |                                         |
| Grindul și Lacul Răducu                | RONPA0769 | C.A. Rosetti         | IV             | mixt                    | 2.500          |                                         |
| Insula Popina                          | RONPA0774 | Sarichioi            | IV             | avifaunistic            | 98             |                                         |
| Lacul Belciug                          | RONPA0779 | Sfântu Gheorghe      | IV             | acvatic și avifaunistic | 110            |                                         |
| Lacul Potcoava                         | RONPA0778 | Sfântu Gheorghe      | IV             | acvatic și avifaunistic | 625            |                                         |
| Lacul Rotundu                          | RONPA0780 | Isaccea              | IV             | acvatic și avifaunistic | 228            |                                         |
| Lacul Nebunu                           | RONPA0770 | Pardina              | IV             | avifaunistic            | 115            |                                         |
| Lacul Traian                           | RONPA0901 | Cerna                | IV             | mixt                    | 326            |                                         |
| Locul fosilifer "Dealul Bujoarele"     | RONPA0787 | Turcoaia             | IV             | paleontologic           | 8              |                                         |
| Măgurele                               | RONPA0919 | Topolog              | IV             | mixt                    | 292            |                                         |
| Mănăstirea "Cocoș"                     | RONPA0923 | Niculițel            | IV             | mixt                    | 4,6            |                                         |
| Muchiile Cernei - Iaila                | RONPA0902 | Cerna                | IV             | mixt                    | 1.891          |                                         |
| Muntele Consul                         | RONPA0908 | Horia, Izvoarele     | IV             | mixt                    | 328            |                                         |
| Pădurea Caraorman                      | RONPA0772 | Crișan               | IV             | forestier și faunistic  | 2.250          |                                         |
| Pădurea Babadag - Codru                | RONPA0900 | Babadag              | IV             | mixt                    | 618            | HG 2151/2004                            |
| Pădurea Letea                          | RONPA0768 | C.A. Rosetti         | IV             | forestier               | 2.825          |                                         |
| Pădurea Niculițel                      | RONPA0789 | Niculițel            | IV             | mixt                    | 11             |                                         |
| Pădurea Valea Fagilor                  | RONPA0781 | Luncavița            | IV             | forestier               | 154            |                                         |
| Peceneaga                              | RONPA0918 | Peceneaga            | IV             | mixt                    | 132            |                                         |
| Războieni                              | RONPA0920 | Casimcea             | IV             | mixt                    | 41             |                                         |
| Rezervația botanică "Korum Tarla"      | RONPA0786 | Babadag              | IV             | botanic                 | 2              |                                         |
| Rezervația geologică "Agighiol"        | RONPA0788 | Agighiol             | III            | geologic                | 9,7            | monument al naturii                     |
| Rezervația naturală "Dealul Bujorului" | RONPA0782 | Babadag              | IV             | floristic și forestier  | 50,8           |                                         |
| Rezervația de liliac "Valea Oilor"     | RONPA0783 | Babadag              | IV             | floristic               | 0,35           |                                         |
| Rezervația de liliac "Fântâna Mare"    | RONPA0784 | Fântâna Mare         | IV             | floristic               | 0,3            |                                         |
| Roșca - Buhaiova                       | RONPA0767 | Chilia Veche         | IV             | mixt                    | 9.625          |                                         |
| Sărăturile Murighiol                   | RONPA0766 | Murighiol            | IV             | mixt                    | 87             |                                         |
| Uspenia                                | RONPA0914 | Slava Cercheză       | IV             | mixt                    | 22             |                                         |
| Vârful Secarul                         | RONPA0785 | Atmagea              | IV             | geologic și forestier   | 34,5           |                                         |
| Valea Mahomencea                       | RONPA0904 | Casimcea             | IV             | mixt                    | 1.029          |                                         |
| Valea Ostrovului                       | RONPA0913 | Dorobanțu            | IV             | mixt                    | 61,8           |                                         |